# Giovanni Tagliavia d'Aragona
Giovanni Tagliavia d'Aragona, marchese di Terranova (1502 – Mazara del Vallo, 23 settembre 1548), è stato un nobile, politico e militare italiano del XVI secolo.

## Biografia
Nacque presumibilmente nel 1502, da Giovanni Vincenzo, barone di Castelvetrano, e dalla di lui consorte la nobildonna Beatrice d'Aragona dei baroni di Avola e di Terranova, di cui era figlio terzogenito.
Fin da adolescente intraprese la carriera militare, e fu al seguito dell'imperatore Carlo V d'Asburgo nelle battaglie che vedevano impegnato l'esercito imperiale spagnolo in Germania, nel Mediterraneo e in Nord Africa. Fu il più apprezzato tra i militari siciliani al servizio della Corona iberica, e ciò gli valse le nomine a Grande ammiraglio e Gran connestabile del Regno, nonché l'investitura a I marchese di Terranova, per privilegio ottenuto dall'Imperatore asburgico in data 18 aprile 1530, esecutoriato il 9 settembre. Prese parte alla spedizione di Algeri  del 1529, e nel 1535, a capo della squadra navale siciliana in supporto alle armate spagnole, conquistò Tunisi e La Goletta.
Nel 1538, Ferrante Gonzaga, viceré di Sicilia, lo nominò presidente e capitano generale del regno isolano, incarico che ricoprì fino al 1540, ed una seconda volta nel 1544-45. In quello stesso anno morì il padre, che divenuto Conte di Castelvetrano nel 1522, lo lasciò erede del medesimo feudo e titolo, e degli altri beni feudali e immobiliari della famiglia.
Morì improvvisamente a Mazara del Vallo il 23 settembre 1548, all'età di 46 anni.

### Matrimonio e discendenza
Il marchese Giovanni Tagliavia d'Aragona sposò nel 1515 ad appena 13 anni di età, la cugina e cognata Antonia Concessa d'Aragona Alliata, vedova del fratello maggiore Francesco, morto precocemente, figlia di Carlo, barone di Avola. Dall'unione nacquero i seguenti figli:
- Carlo
- Pietro
- Anna
- Giuseppe[1]